# Braunsapis affinissima
Braunsapis affinissima is een vliesvleugelig insect uit de familie van de bijen en hommels (Apidae). De wetenschappelijke naam van de soort werd voor het eerst geldig gepubliceerd in 1896 door Giovanni Gribodo.